# Vuohisaari (ö i Södra Savolax, Nyslott, lat 62,30, long 28,71)
Vuohisaari är en ö i Finland. Den ligger i sjön Enonvesi och i kommunen Heinävesi i den ekonomiska regionen  Nyslotts ekonomiska region  och landskapet Södra Savolax, i den sydöstra delen av landet, 300 km nordost om huvudstaden Helsingfors. Öns area är 5,6 hektar och dess största längd är 500 meter i öst-västlig riktning.